# Енцо Корнеліссе
Енцо Корнеліссе (нід. Enzo Cornelisse, нар. 29 червня 2002, Арнем, Нідерланди) — нідерландський футболіст, центральний захисник клубу «Вітесс».

## Ігрова кар'єра
Енцо Корнеліссе народився у місті Арнем і у віці дев'яти років приєднався до футбольної школи місцевого клубу «Вітесс». У 2020 році футболіст підписав з клубом перший професійний контракт. Першу офіційну гру в основі «Вітесса» Корнеліссе зіграв у жовтні 2020 року у турнірі Ередивізі. Влітку 2021 року Корнеліссе продовжив дію контракту з клубом до 2024 року.
Також виступав у складі команди у Кубку Нідерландів. Був у заявці команди на матчі Ліги конференцій.

## Приватне життя
Енцо є сином Тіма Корнеліссе та племінником Юрі Корнеліссе, які також були професійними футболістами.